# Śluzowoszczka fioletowa
Śluzowoszczka fioletowa (Tulasnella violea (Quél.) Bourdot & Galzin) – gatunek grzybów z rodziny śluzowoszczkowatych (Tulasnellaceae).

## Systematyka i nazewnictwo
Pozycja w klasyfikacji według Index Fungorum: Tulasnella, Tulasnellaceae, Cantharellales, Incertae sedis, Agaricomycetes, Agaricomycotina, Basidiomycota, Fungi.
Po raz pierwszy takson ten opisał w 1883 r. Lucien Quélet, nadając mu nazwę Hypochnum violeum. Obecną, uznaną przez Index Fungorum nazwę, nadali mu Hubert Bourdot i Amédée Galzin w 1909 r.
Synonimy:
- Corticium violeum (Quél.) Costantin & L.M. Dufour 1891
- Hypochnus violeus Quél. 1883[2].

Nazwę polską zaproponował Władysław Wojewoda w 2003 r.

## Morfologia
Teleomorfa
Owocnik rozpostarty, fioletowoszary, czasami fioletowy lub różowy. Hymenium złożone z jednej lub kilku warstw podstawek na rozgałęzionych, często nabrzmiałych strzępkach wyrastających z prostych, często grubościennych, strzępek bazalnych. Strzępki dwujądrowe, o szerokości 3,5-5 (-7) µm, bez sprzążek. Podstawki przeważnie maczugowate, 8-16 × 5-9 µm. Sterygmy kuliste do elipsoidalnych, przechodzące w maczugowate lub wrzecionowate, o szerokości 4,5-6,5 µm i długości do 35 µm. hHyfid i cystyd brak. Bazydiospory w większości kuliste do szeroko elipsoidalnych (Q = 1,0-1,3), mniejszość czasami elipsoidalna (Q= 1,4-1,6), 5,5-9 × 5,5-7,5 µm, wytwarzające wtórne zarodniki przez replikację.
Anamorfa
Wytwarza strzępki monilioidalne, septowane, o średnicy do 8,5 µm.

## Występowanie i siedlisko
Podano występowanie śluzowoszczki fioletowej na wszystkich kontynentach z wyjątkiem Antarktydy i Afryki. W Polsce w 2003 r. W. Wojewoda przytoczył liczne stanowiska z uwagą, że prawdopodobnie gatunek ten nie jest rzadki i nie jest zagrożony.
Występuje w lasach liściastych, iglastych i mieszanych, czasami także w ogrodach, na pniakach, leżących na ziemi pniach i konarach drzew liściastych i iglastych. Zanotowano występowanie także na owocniku wrośniaka szorstkiego (Trametes hirsuta). W Polsce owocniki notowane od marca do listopada.